# Nasa colanii
Nasa colanii är en brännreveväxtart som beskrevs av N Dostert och Weigend. Nasa colanii ingår i släktet färgkronor, och familjen brännreveväxter. Inga underarter finns listade i Catalogue of Life.